# Dwayne Turner
Dwayne Turner (geb. vor 1980) ist ein britischer Comiczeichner.

## Leben
Turner begann in den 1980er Jahren als hauptberuflicher Comiczeichner zu arbeiten. Seither hat er vor allem für US-amerikanische Comicverlage wie Marvel Comics, DC-Comics und Wildstorm gearbeitet. 
Während Turner für Marvel zahlreiche Ausgaben von Serien wie Transformers, Wolverine und Avengers Spotlight ins Bild setzte illustrierte er für DC einige Ausgaben der von Roger Stern geschriebenen Serie Power of the Atom (1988). In den 1990er Jahren war Turner überwiegend für die Serie Spawn tätig. Daneben schuf er gemeinsam mit Chris Claremont die Serie Sovereign Seven für DC.
In jüngerer Vergangenheit illustrierte er einige Ausgaben von The Authority für Wildstorm.